# Stourhead

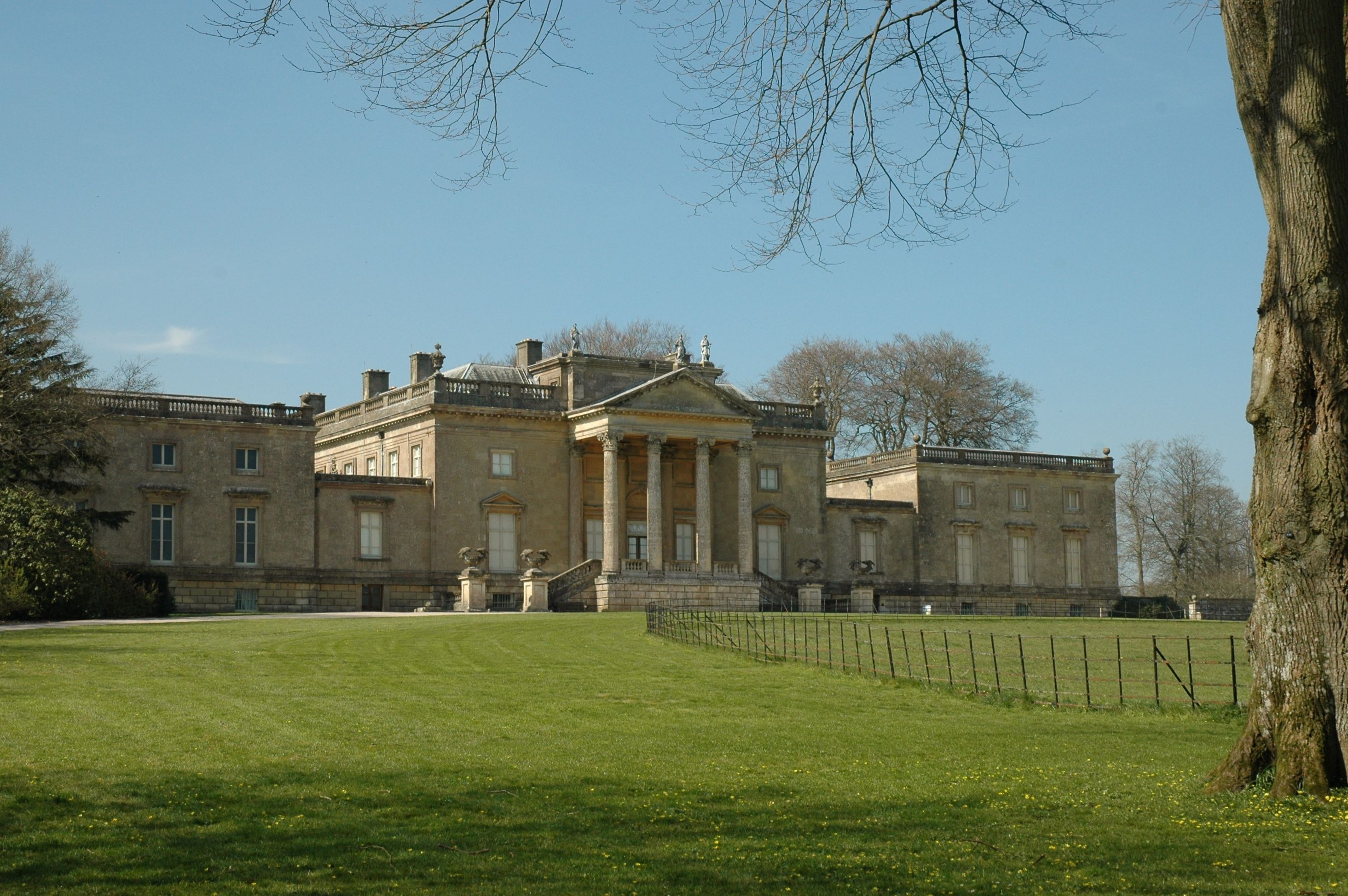
Stourhead House

Stourhead és una propietat d'uns 11 km² en el curs del riu Stour a prop de Mere, Wiltshire (Anglaterra). La propietat inclou una mansió pal·ladiana, el poble de Stourton, jardins, terres de conreu, i massa forestal. Stourhead, un dels millors exemples de l'anomenat estil paisatgístic anglès, pertany a la National Trust des de 1946.

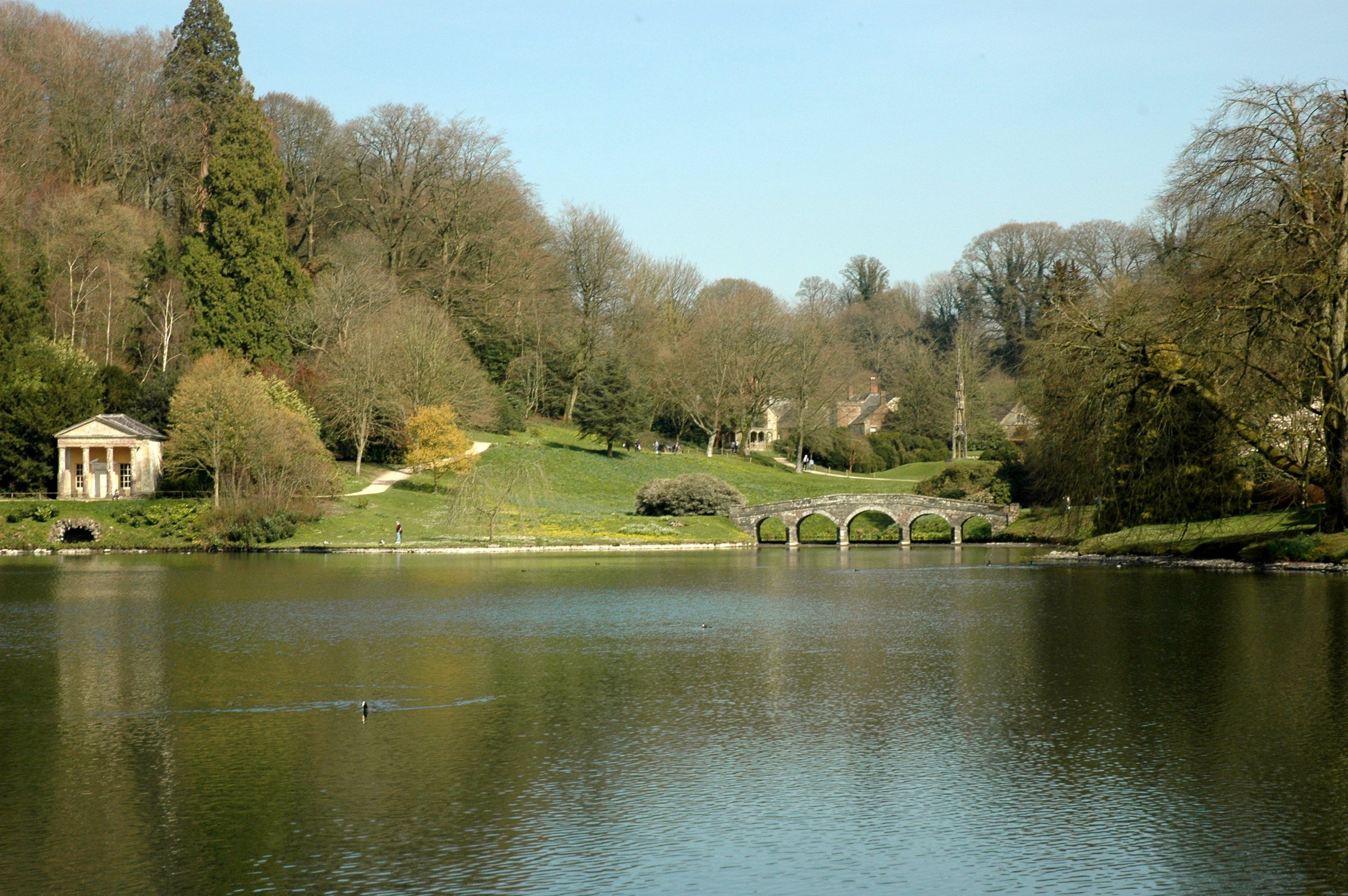
Llac i pont pal·ladià

La concepció del jardí va començar pel gran llac triangular. Després va venir la plantació d'arbres caducifolis i coníferes. En col·laboració amb el seu arquitecte, Henry Flitcroft, el banquer Henry Hoare II (1705-1785) va emprendre la construcció d'edificis clàssics: temple de Flora i gruta, panteó, temple d'Apol·lo i un pont pal·ladià. El 1765 va comprar la creu de Bristol, de 1373, la qual cosa li va permetre crear un paisatge absolutament anglès amb l'església i el poble de Stourhead com a teló de fons. Els arbres originals, avui esplèndids, van ser completats amb la plantació de nombrosos espècies exòtiques. Al final del "gran circuit", s'observa la torre d'Alfred (1765-1772), estret caprici triangular de maó vermell (de 206 esglaons) coronat per un mirador des del qual s'albiren belles vistes dels voltants.
Els estris de la casa van ser venuts gairebé en la seva totalitat el 1883 i el 1902 un incendi va destruir els interiors del segle xviii a excepció dels salons de recepció de la planta baixa.